# Gloucester Point
Gloucester Point é uma Região censo-designada localizada no estado norte-americano de Virginia, no Condado de Gloucester.

## Demografia
Segundo o censo norte-americano de 2000, a sua população era de 9429 habitantes.

## Geografia
De acordo com o United States Census Bureau tem uma área de
39,8 km², dos quais 21,7 km² cobertos por terra e 18,1 km² cobertos por água.

## Localidades na vizinhança
O diagrama seguinte representa as localidades num raio de 24 km ao redor de Gloucester Point.